# Kamiel Maase

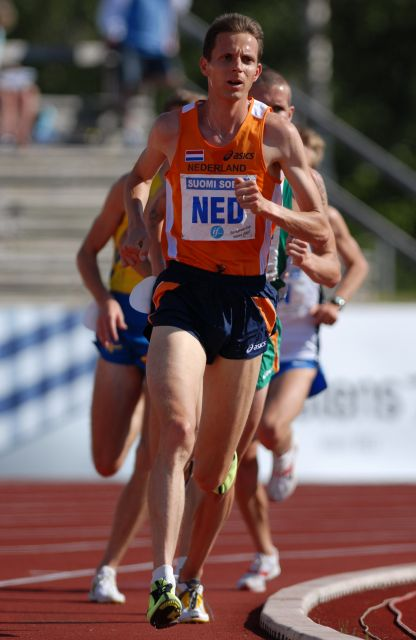
Kamiel Maase beim Europacup 2007

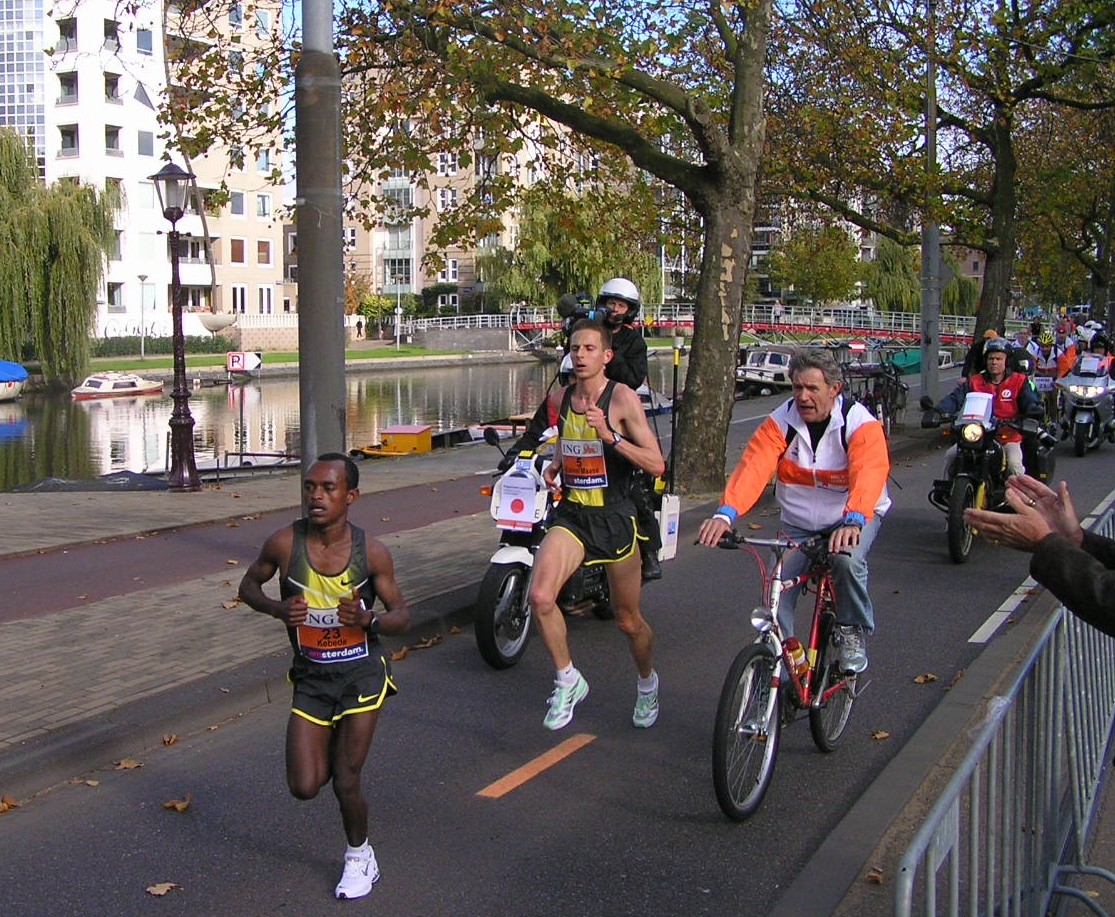
Kamiel Maase beim Amsterdam-Marathon 2007, vor ihm der Äthiopier Tsegay Kebede

Kamiel Maase (* 20. Oktober 1971 in Nijmegen) ist ein niederländischer Langstreckenläufer. 
1997 stellte er seinen ersten nationalen Rekord auf, als er die 10.000 m in 27:35,72 min lief. 1999 verbesserte er diese Marke auf 27:34,02 min. Bei den Leichtathletik-Weltmeisterschaften 1997 in Athen wurde er über diese Distanz Elfter, bei den Weltmeisterschaften 1999 in Sevilla Achter.
Ebenfalls 1999 wurde er beim Rotterdam-Marathon Elfter in 2:10:09 h bei seinem Debüt über diese Strecke. Beim Marathon der Olympischen Spiele 2000 in Sydney belegte er den 13. Platz. Im selben Jahr gelang ihm ein weiterer Landesrekord über 5000 m (13:14,13 min).
Bei den Weltmeisterschaften 2001 in Edmonton wurde er Zehnter, und am Ende dieses Jahres wurde er europäischer Vizemeister im Crosslauf. Bei den Leichtathletik-Europameisterschaften 2002 in München wurde er Fünfter über 5000 m und Neunter über 10.000 m. Im selben Jahr verbesserte er die Landesrekorde über diese Distanzen auf die aktuellen Marken von 13:13,06 min und 27:26,29 min.
2003 folgte sein erster nationaler Rekord im Straßenlauf: 30 km in 1:30:20 h. Bei den Weltmeisterschaften 2003 in Paris/Saint-Denis wurde er Achter über 10.000 m, und beim Amsterdam-Marathon verbesserte er als Sechster den 23 Jahre alten niederländischen Rekord von Gerard Nijboer auf 2:08:31 h.
Bei den Olympischen Spielen 2004 in Athen trat er über 10.000 m an und belegte den 14. Platz. Eine Verletzung verhinderte die Teilnahme an den Weltmeisterschaften 2005, dafür wurde er beim Marathon der Europameisterschaften 2006 in Göteborg Neunter.
2007 erzielte er als Neunter beim Amsterdam-Marathon mit 2:08:21 h einen weiteren nationalen Rekord, und beim Marathon der Olympischen Spiele 2008 in Peking kam er auf den 39. Platz.
Bislang wurde er siebenmal nationaler Meister über 5000 m, einmal im Halbmarathon, dreimal im Marathon und achtmal im Crosslauf (Stand Anfang 2008).
Kamiel Maase ist 1,90 m groß und wiegt 70 kg. Er schloss ein Studium der Mikrobiologie an der University of Texas at Austin als Bachelor und eins der Biochemie an der Universität Leiden als Master ab. Er lebt in Zeist und startet für den Verein Leiden Atletiek.